# Atheris nitschei
Atheris nitschei är en ormart som beskrevs av Tornier 1902. Atheris nitschei ingår i släktet trädhuggormar och familjen huggormar. Inga underarter finns listade.
Arten förekommer från Kongo-Kinshasa och Uganda i norr till Zambia och Malawi i syd.

## Bildgalleri

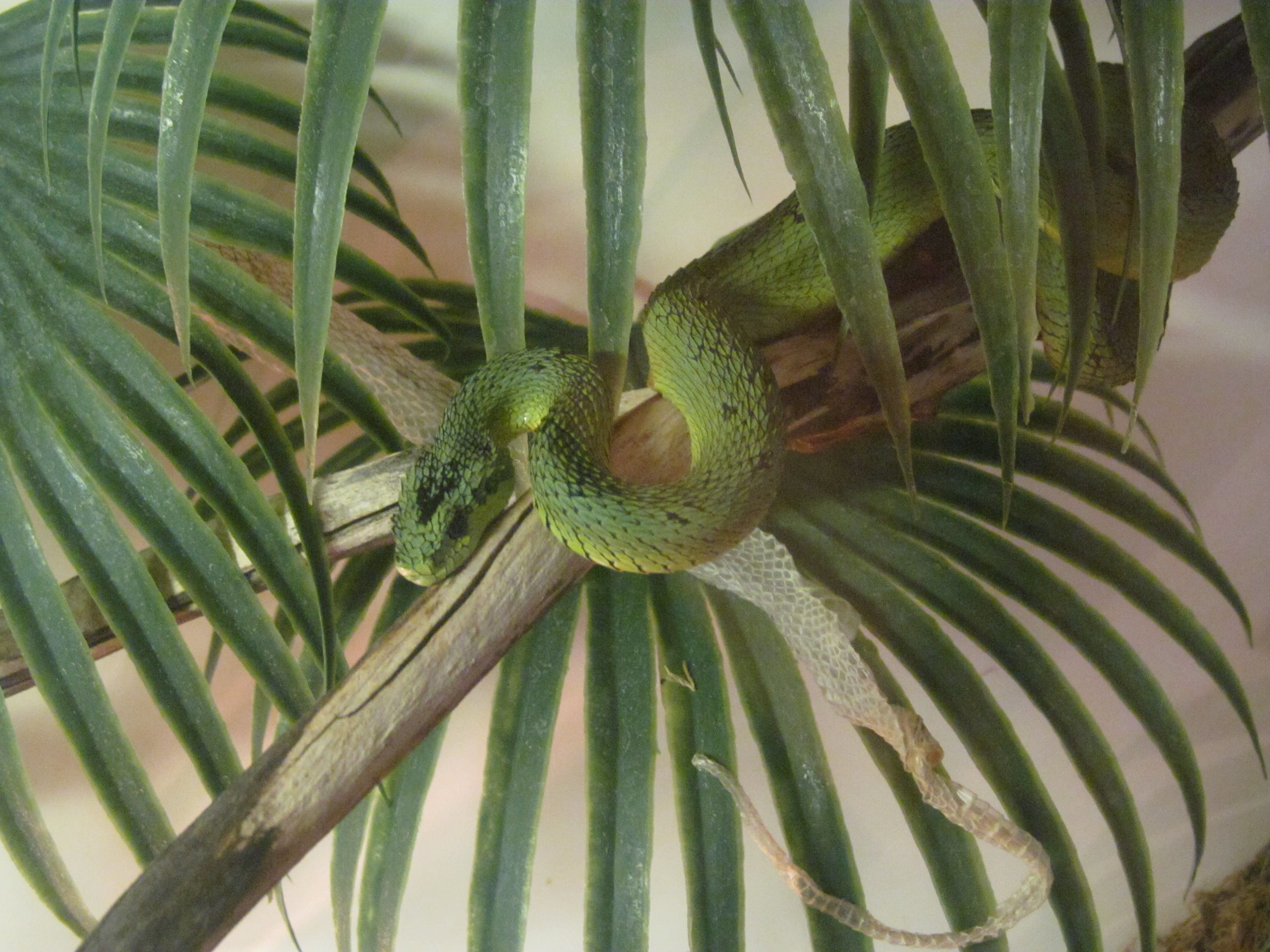